# Pedro Pedemonte y Talavera
Pedro Ignacio Pedemonte y Talavera fue un político peruano. Era hijo del capitán de dragones Carlos Pedemonte y Velázquez Tineo y hermano de Carlos Pedemonte y Talavera, presidente del primer Congreso Constituyente del Perú.  
Actuó como abogado de Las Reales Audiencias de Lima. Después de la independencia, fue miembro del Congreso Constituyente de 1822 por el departamento del Cusco. Dicho congreso constituyente fue el que elaboró la primera constitución política del país.  